# Sefwi-Wiawso
Sefwi-Wiawso är ett distrikt i Ghana.   Det ligger i regionen Västra regionen, i den sydvästra delen av landet, 260 km väster om huvudstaden Accra.